# Beechcraft T-34 Mentor
T-34 (англ. T-34 Primary Trainer, словесное название — «Ментор») — одномоторный учебно-тренировочный самолёт, разработанный и производившийся американской корпорацией Beechcraft на базе созданного ею ранее гражданского самолёта Bonanza.

## История создания
История создания этого самолёта примечательна тем, что его разработка являлась не результатом военного заказа, а велась в частном порядке. Вскоре после окончания Второй мировой войны Уолтер Бич (англ. Walter Beech), предвидя потребность рынка в новом, более дешёвом и экономичном, учебно-тренировочном самолёте, приступил к самостоятельной разработке.
Основой послужил гражданский самолёт Бичкрафт Бонанца модель 35 (англ. Beechcraft Model 35 Bonanza), с V-образным хвостовым оперением, к тому времени летавший уже около года.
Первые три прототипа получили название Модель 45. Новый самолёт отличался от базовой модели тандемной компоновкой кресел инструктора и стажёра и стандартным хвостовым оперением, вместо V-образного. Первые два самолёта имели двигатель Континенталь Е-185-8, мощностью 205 л. с., а третий, имел более мощный, 225-сильный двигатель Континенталь Е-225-8.
Первый полёт был выполнен пилотом Верном Карстенсом (англ. Vern Carstens) 2 декабря 1948 года. Затем самолёт был продемонстрирован представителям ВВС США, которые заказали для тестирования три самолёта, получивших обозначение YT-34.

## Тактико-технические характеристики
Приведённые ниже характеристики соответствуют модификации T-34С.

### Технические характеристики
Источник информации : Testimony of Vice Adm. J. S. Thach, U.S. Navy, Deputy Chief of Naval Operations (Air). / Department of Defense Appropriations for 1965 : Hearings before a Subcommittee of the Committee on Appropriations, House of Representatives, 88th Congress, 2nd Session. — Washington, D.C. : U.S. Government Printing Office, 1964. — Pt. 3 — P. 65 — 589 p.
- Экипаж: 2 (курсант и инструктор)
- Длина: 8,75 м
- Размах крыла: 10,16 м
- Высота: 2,92 м
- Площадь крыла: 16,68 м²
- Масса пустого: 1349 кг
- Масса снаряжённого: 1950 кг
- Двигатель 1 турбовинтовой двигатель

Континентал 0-470-13 мощностью 166 кВт (223 bhp)
Пратт-Уитни PT6 A-25 мощностью 298 кВт
- Стоимость расхода ГСМ на лётный час: $2,18 (в ценах 1964)

### Лётные характеристики
- Максимальная скорость: 400 км/ч
- Крейсерская скорость (Континентал): 204 км/ч
- Крейсерская скорость (Пратт-Уитни): 350 км/ч
- Скорость сваливания при выключенном двигателе: 85,5 км/ч
- Скорость сваливания при включенном двигателе: 80 км/ч
- Практическая дальность: 1310 км
- Практический потолок: 9145 м